# 鸡街乡 (西畴县)
鸡街乡，是中华人民共和国云南省文山壮族苗族自治州西畴县下辖的一个乡镇级行政单位。

## 行政区划
鸡街乡下辖以下地区：
鸡街村、牛厂坝村、龙老村、王家塘村、大寨村、太坪村、海子村、那马村和中寨村。